# حصار بلخ (1370)
```
قالب:صندوق معلومات الصراع العسكري
```

معركة بلخ كانت مفتاح نجاح تيمورلنك في الصعود إلى السلطة، مما جعله حاكم خانية جغتاي الغربية في بلاد ما وراء النهر.

## الخلفية

### الصعود إلى السلطة
اثني عشر عاما في بدايات تيمورلنك كان عضو صغير لقبيلة برلاس، واحدة من قبائل كثيرة في الجزء الغربي من خانية جغتاي. منذ عقد 1330، تم تقسيم الخانات إلى قسمين، وهما خانية جغتاي الغربية (في ما وراء النهر) في الغرب ومغولستان (شمال سلسلة جبال تيان شان) في الشرق. بين 1347 و 1358 وكانت خانية جغتاي الغربية يحكمها كازاغان، ولكن في 1358 اغتيل بأوامر من تغلق تيمور (خان مغولستان). وتبع ذلك غزو من مغولستان لخانية جغتاي الغربية. قرر حاجي بيك قائد قبيلة برلاس الفرار أمام الغزو، ولكن تيمور عرض خدماته إلى المغول، ونتيجة لذلك أصبح رئيس القبيلة. خلال هذه الفترة تيمور شكل تحالفاً مع الأمير حسين حاكم بلخ (حفيد كازاغان) بالزواج من أخته.

### بداية التمرد
انتهت فترة تيمور كتابع للمغول، عندما قام تغلق تيمور بتعيين ابنه إلياس خوجة كحاكم لخانية جغتاي الغربية. قرر كل من تيمورلنك وحسين التمرد ضد المغول. على مدى السنوات القليلة المقبلة، نجا تيمور كقاطع طرق ومرتزق، وربما كان خلال هذه الفترة عاني من الجروح التي تسببت في عرجه الشهير (أصل لقبه لنك ويعني الأعرج). في نهاية المطاف تمكن الإثنين من طرد المغول من ما وراء النهر (خانية جغتاي الغربية)، ولكن فقط لفترة قصيرة. في عام 1365 عاد إلياس خوجة على رأس جيش، وهزم تيمورلنك وحسين في معركة طشقند. فشل حسين في دعمه لتيمورلنك خلال هذه المعركة ربما لعبت دورا في نهايه تحالفهم، ولكن لتلك اللحظة ظل الرجلين معا. إلياس خوجة كان غير قادر على الاستفادة من انتصاره. حيث تقدم لمحاصرة سمرقند، ولكن تم صده وأجبر على التراجع إلى مغولستان، حيث في 1369 عائلته أطيح بها.

### السيطرة على سمرقند
في أعقاب هذا الحصار الفاشل، تمكن تيمورلنك وحسين من السيطرة على سمرقند. يبدو أن فترة من «الحرب الباردة» قد تبعت، مع توحيد الرجلين ضد المزيد من تهديدات المغول، لكن القتال فيما بينها هو بقية الوقت. يبدو أن تيمورلنك كان أكثر نجاحاً في بناء الدعم من حسين، وحافظ بنجاح على التوازن بين البدو الرحل الذين شكلوا جوهر جيشه وسكان المدينة الأكثر استقراراً. عزل حسين العديد من البدو الرحل بإعادة بناء المدينة وقلعة بلخ، على الطرف الجنوبي الغربي من خانية جغتاي. هذه المدينة لها تاريخ قديم وكانت واحدة من جواهر العالم الإسلامي قبل أن يتم تدميرها من قبل جنكيز خان في عام 1220. كانت لا تزال غير مأهولة بالسكان في عام 1333، وقرار حسين لإعادة البناء سوف يقلق مؤيديه الرحل، الذين يفضلون عادة قادتهم الاعتماد على قوة قواتهم وليس على التحصينات (نزاعات مماثلة قد سارعت الانقسام الأصليفي خانية جغتاي).

## معركة
في 1370 (بعض المصادر تقول 1369) قرر تيمور مهاجمة حسين في بلخ. بعد عبور نهر أمو دريا في ترمذ حاصر جيشه المدينة التي أعيد بناؤها. خرج جيش الحسين من المدينة لمهاجمة رجال تيمورلنك، وربما كان يشير إلى أنهم غير سعداء لأنهم وجدوا أنفسهم محاصرين. حدث نفس الشيء في اليوم الثاني من المعركة، لكن هذه المرة تمكن رجال تيمورلنك من الدخول إلى المدينة. أغلق حسين علي نفسه داخل القلعة، وترك رجال تيمورلنك ليدخلوا المدينة.
بعد أن أدرك أنه لم يعد يحدوه الأمل في الفوز، عرض حسين أن يترك ما وراء النهر ويذهب في رحلة حج إلى مكة المكرمة إذا وافق تيمورلنك علي تركه حياً. وافق تيمورلنك على هذه الشروط، لكن حسين لم يكن مقتنعا بأنه يمكن الوثوق به. بعد محاولة فاشلة للاختباء من رجال تيمور، تم في النهاية القبض على حسين وسُلم إلى تيمورلنك. حافظ تيمورلنك علي وعده لكن حسين قُتل من قبل كاي-خسرو وهو رئيس كان لديه عداء دموي معه.

## بعد المعركة
جعلت هزيمة حسين تيمور القوة الرئيسية في ما وراء النهر وخانية جغتاي الغربية، ولكن القوانين التي وضعها جنكيز خان منعته من أن يصبح خان في حد ذاته. فقام بتنصيب سيورغتمش بن دانشمندجة من أسرة أوقطاي وتعيينه خان «دمية». زاد تيمور شرعيته الخاصة من خلال الزواج من أرملة حسين سراي ملك وهي أميرة من سلالة جنكيز خان. أصبحت الملكة الأكثر أهمية، وسمحت تيمور بأن يطلق علي نفسه تيمور جرجان أو «صهر الخان العظيم». هذا الشكل من اسمه كان يستخدم في عملاته المعدنية وفي صلاة الجمعة وفي الاحتفاليات الرسمية لبقية حياته.
ونهبت بلخ وتم تدمير القلعة والقصر. على الرغم من هذا اختار تيمور بلخ كموقع
لحفل وافق فيه زعماء القبائل في خانية جغتاي الغربية على قبول حكمه. قضى تيمور معظم العِقد التالي في تأمين سلطته على خانية جغتاي وكذلك على الحملات في الشرق، قبل أن يبدأ سلسلته الشهيرة من الفتوحات خلال عِقد 1380.